# Soilwork
Soilwork é uma banda sueca de death metal melódico, formada em Helsingborg no final de 1995 sob o nome de Inferior Breed.

## História
O Soilwork foi originalmente formado em 1995, sob o nome Inferior Breed. Nesta época, a banda contava com Peter Witchers (guitarra), Jimmy Persson (bateria), Björn Strid (vocal), Mattias "Nizze" Nilsson (guitarra) e Carl-Gustav Döös (baixo). Com esta formação, a banda investia numa veia mais crua e pesada, na linha de bandas como Slayer e Pantera. Mas a partir de 1996, o som do Soilwork começou a ser mais direcionado às melodias, sem deixar de lado o peso "forte" do death metal.
Esta mudança na sonoridade acarretou algumas mudanças na formação da banda: Mattias Nilsson e Carl-Gustav Döös deixaram a banda. Peter Witchers torna-se o responsável também pelo baixo, Luvid Svartz passa a ser o segundo guitarrista. Com esta formação, a primeira demo foi gravada, intitulada "In Dreams Will Fall Into Eternal Lake", possuindo cinco músicas. Este material foi enviado às gravadoras, chegando às mãos de Michael Amott (Arch Enemy), em sua loja de discos em Helsingburgo (Suécia). A fita rodou todos os selos locais. Nesta mesma época, a banda estava em busca de um baixista fixo; o posto acabou ficando com Ola Flink.
Com a ajuda de Michael Amott, o Soilwork chegou até a francesa Listenable Records, assinando contrato para o lançamento do primeiro álbum da banda. Foi assim que a banda entrou no estúdio Fredman (de Fredrik Nordström), para preparar o "debut" "Steel Bath Suicide'. A formação que gravou este primeiro registro: Björn Strid (vocal), Peter Witchers e Ludvig Svartz (guitarras), Ola Flink (baixo) e Jimmy Persson (bateria). Após gravarem o álbum, o Soilwork entrou em conflitos por causa da sonoridade da banda, o que ocasionou a saída de Ludvig Svartz e Jimmy Persson, substituídos respectivamente por Ola Frenning e Henry Ranta.
Com esta nova formação, a banda excursionou na Europa ao lado de bandas como Krisiun, Darkane e Naglfar. Logo no início de 1999, o Soilwork entrou novamente no estúdio Fredman para gravar o seu novo trabalho: "The Chainheart Machine", lançado em outubro do mesmo ano. Após as gravações, a banda fez pequenas turnês ao lado de nomes como Cannibal Corpse, Dark Tranquillity e Marduk. Nesta época, a banda teve a sua primeira passagem pelo Japão.
Para um próximo disco, o Soilwork optou por um lançamento via uma gravadora maior, assinando com a Nuclear Blast. O terceiro álbum foi novamente gravado nos estúdios Fredman, intitulado "A Predator’s Portrait". O novo disco do Soilwork inovou pela presença (primeira vez) de vocais limpos por parte de Björn. A turnê, em 2001, foi ao lado de nomes como Annihilator e Nevermore, além de uma participação no festival Wacken Open Air, do mesmo ano.
Ao lado do produtor Devin Townsend, novamente no estúdio Fredman, foi registrado o álbum "Natural Born Chaos", lançado em setembro de 2002. A banda continuou investindo no death metal melódico responsável por todo o sucesso do Soilwork até então. O disco recebeu ótimas críticas e foi eleito como uma das obras primas do death metal melódico.
No ano de 2003 foi lançado o sucessor "Figure Number Five", produzido pela própria banda e com uma das melhores qualidades sonoras obtidas na carreira da banda. Não recebeu todas as críticas rasgadas como seu antecessor, mas também teve sucesso, satisfazendo os fãs e por pouco escapando da malha da crítica especializada.
O sucessor do disco (e álbum mais recente) é "Stabbing The Drama", disco severamente criticado por ser acusado de agregar influências do New Metal americano, pondo mais elementos modernos do que costumavam fazer em álbuns anteriores, mas ainda assim teve um grande sucesso entre os fãs, exceto entre os mais puritanos.

## Integrantes
| - Björn "Speed" Strid - vocais (1995-presente) - Peter Wichers - guitarra (1995–2005, 2008-2012) - Sylvain Coudret - guitarra (2008-presente) - Sven Karlsson - teclados (2001-presente) - Markus Wibom - baixo (2015-presente) - Bastian Thusgaard - bateria (2017-presente) - Andreas Holma - guitarra (somente ao vivo em 2006) - Richard Evensand - bateria (somente ao vivo em 2003/2004) | - Mattias Nilsson - guitarra (1995-1997) - Ludvig Svartz - guitarra (1995-1998) - Ola Frenning - guitarra (1998-2008) - Daniel Antonsson - guitarra (2006-2008) - Carl-Gustav Döös - baixo (1995-1997) - Jimmy Persson - bateria (1995–1998) - Henry Ranta - bateria (1998-2003) - Peter Wichers - guitarra (1995–2005, 2008-2012) - Ola Flink - baixo (1998-2015) - Dirk Verbeuren - bateria (2004-2016) |

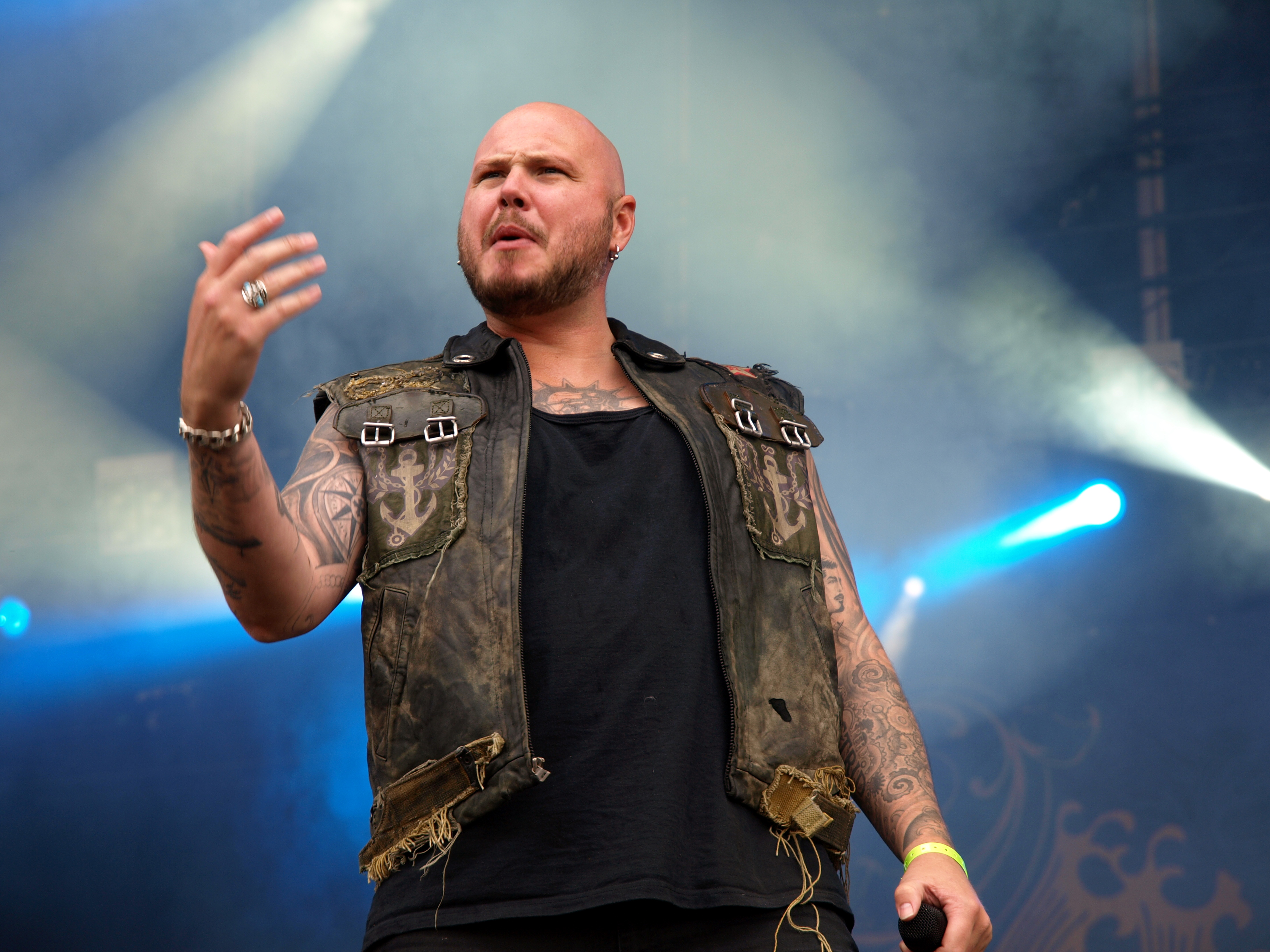
Björn "Speed" Strid
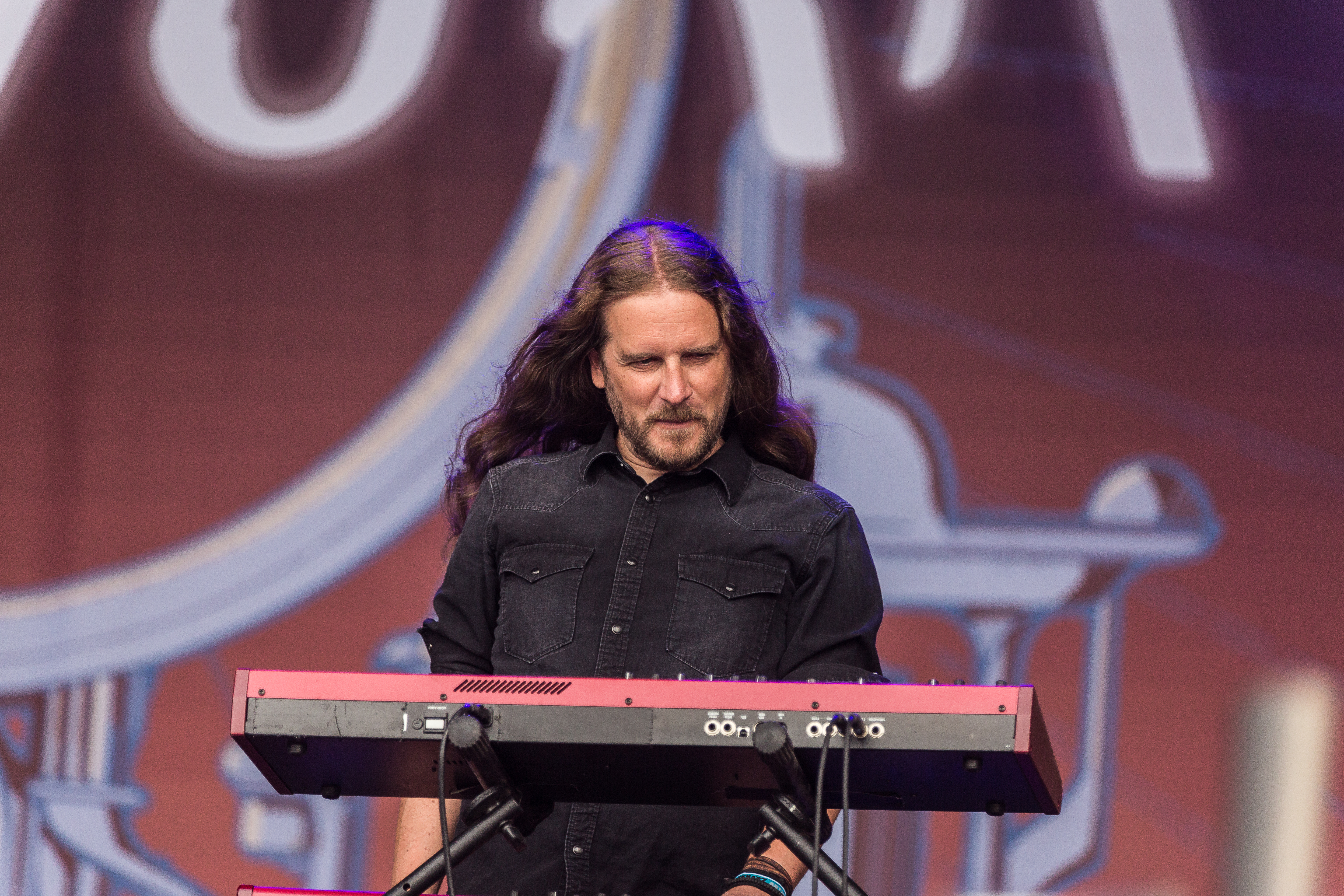
Sven Karlsson
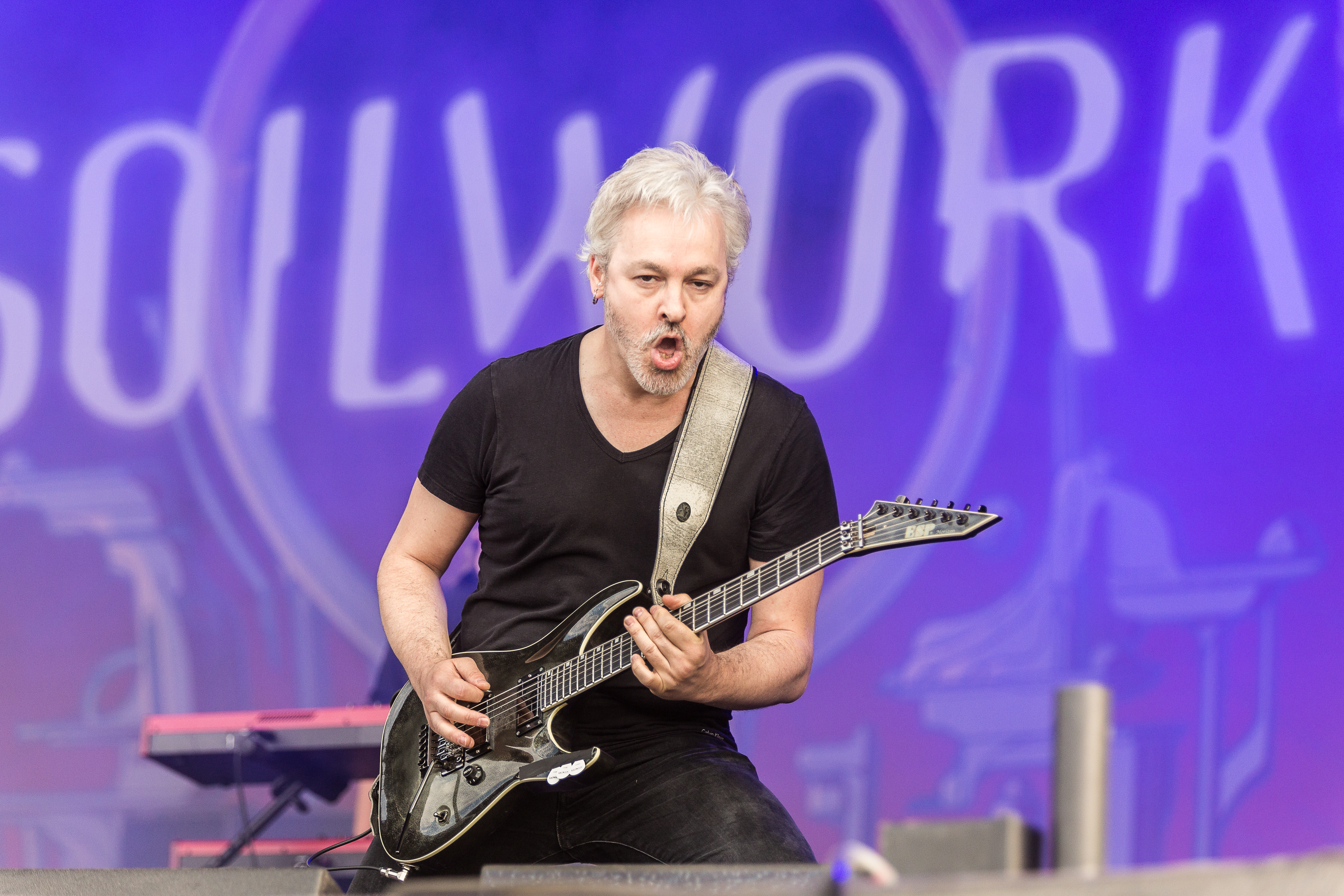
Sylvain Coudret
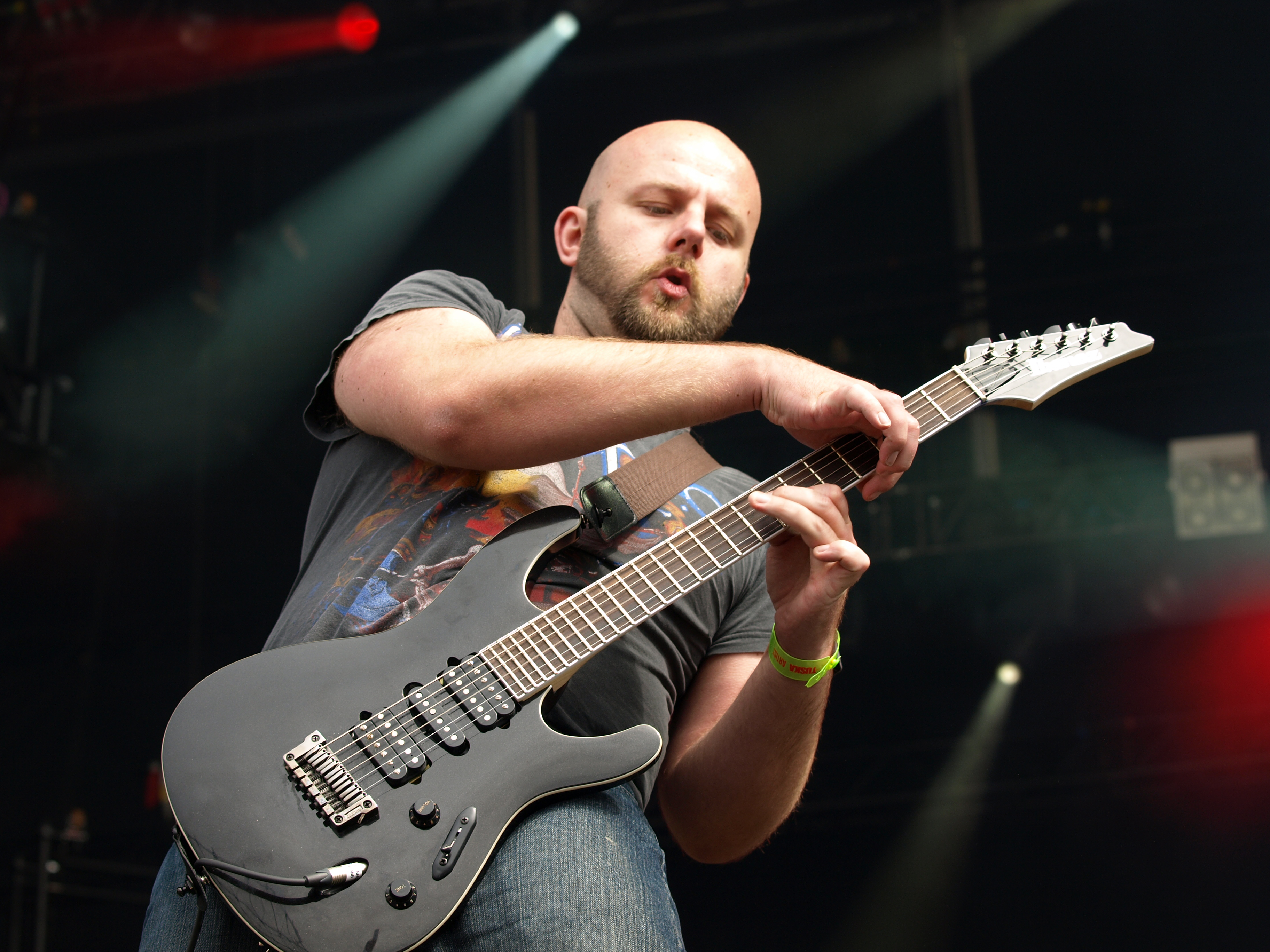
David Andersson
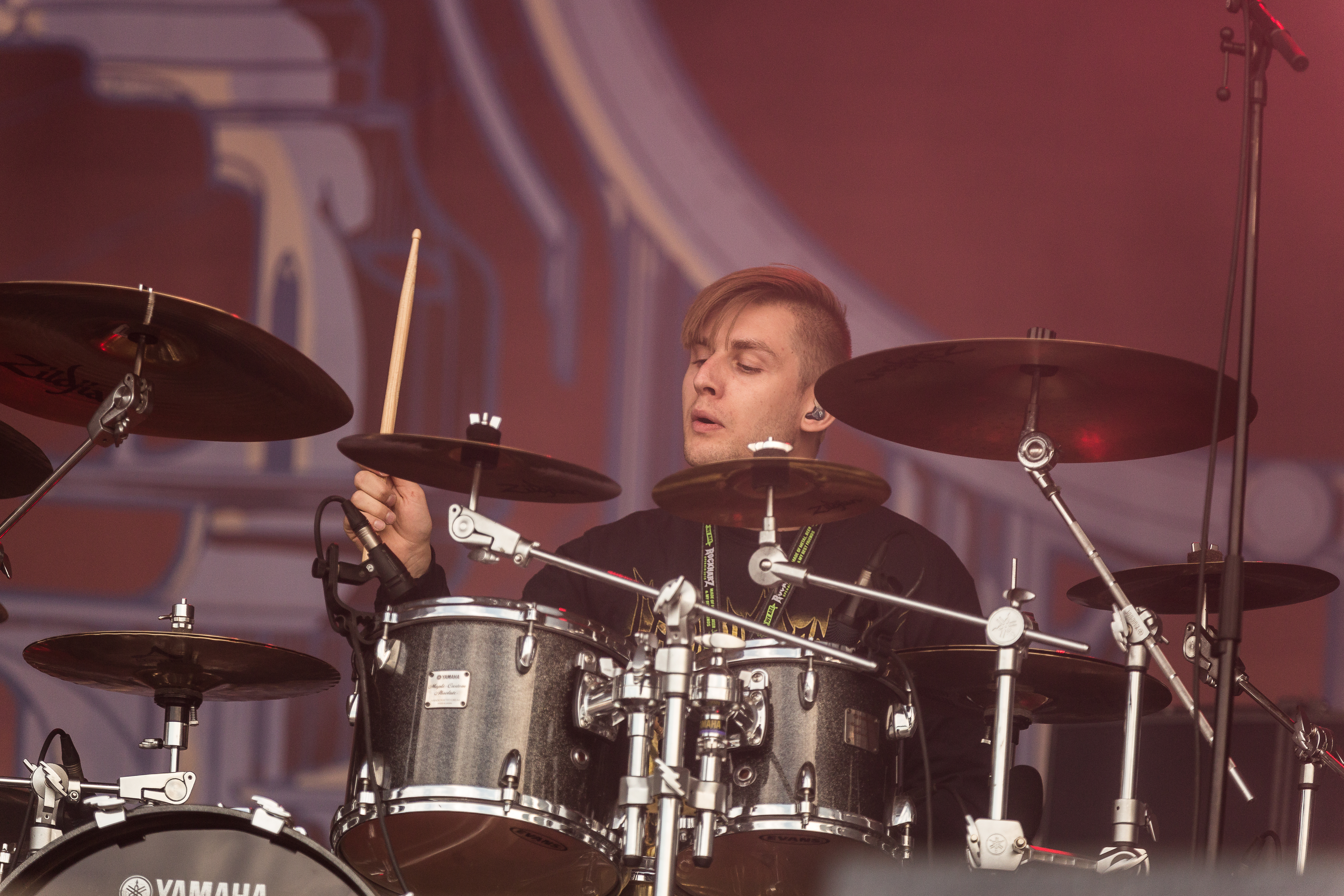
Bastian Thusgaard
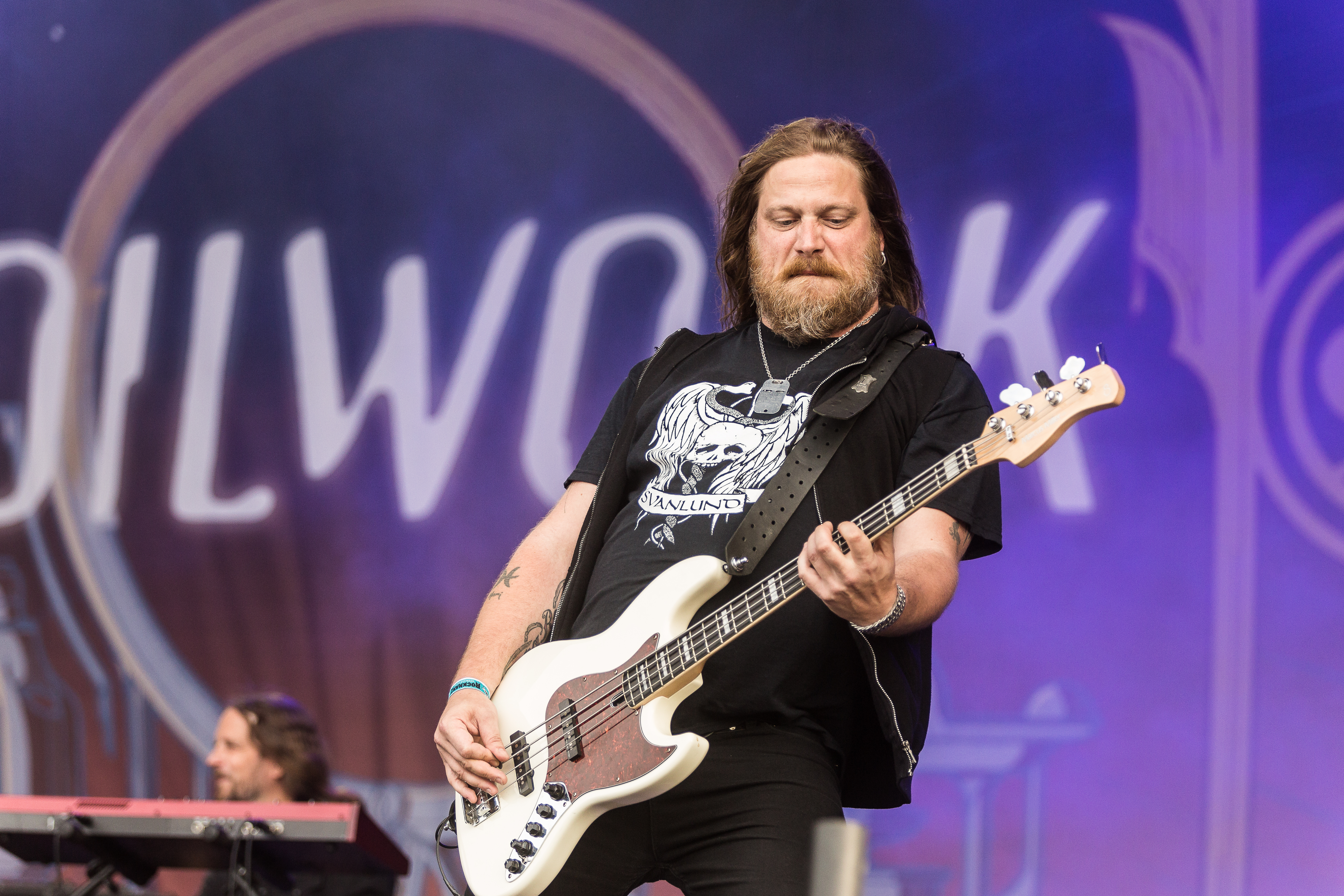
Taylor Nordberg

## Discografia
- Steelbath Suicide (1998)
- The Chainheart Machine (1999)
- A Predator's Portrait (2001)
- Natural Born Chaos (2002)
- Figure Number Five (2003)
- Stabbing The Drama (2005)
- Sworn To A Great Divide (2007)
- The Panic Broadcast (2010)
- The Living Infinite (2013)
- The Ride Majestic (2015)
- Verkligheten (2019)
- Övergivenheten (2022)